# Rally México de 2007
El Rally México de 2007, fue la cuarta ronda de la temporada 2007 del Campeonato Mundial de Rally. Se celebró del 9 al 11 de marzo. La prueba consistió en 20 etapas especiales, de las cuales cinco fueron súper especiales. La prueba fue ganada por Sébastien Loeb, seguido de los pilotos de Ford Marcus Grönholm y Mikko Hirvonen.
Los líderes del campeonato, Grönholm y Hirvonen, fueron los primeros pilotos en hacer el recorrido y perdieron tiempo por tener que remover la gravilla suelta a su paso. Fueron seguidos de Loeb, quien se mantuvo cercano Petter Solberg, quien, a su vez, se benefició de su mejor posición de arrancada durante las primeras tres etapas. Sin embargo, Solberg, a bordo del nuevo Impreza WRC 07, tuvo que retirarse al inicio de la sexta etapa especial (SS6), cediendo el liderato a Loeb. Durante el segundo día, Grönholm ocupó rápidamente el segundo lugar, pero Loeb continuó marcando los mejores tiempos y extendió su ventaja de 43 a 60 segundos sobre el finlandés. Hirvonen fue el piloto más rápido durante el tercer día de la prueba y aseguró el último lugar del podio, por delante de Sordo, Atkinson, Manfred Stohl, Jari-Matti Latvala y Matthew Wilson. Loeb ganó con una ventaja de 55,8 segundos.

## Clasificación final
| Pos.     | Piloto             | Copiloto          | Automóvil                | Tiempo    | Diferencia | Puntos |
| -------- | ------------------ | ----------------- | ------------------------ | --------- | ---------- | ------ |
| 1.       | Sébastien Loeb     | Daniel Elena      | Citroën C4 WRC           | 3:48:13.3 | 0.0        | 10     |
| 2.       | Marcus Grönholm    | Timo Rautiainen   | Ford Focus RS WRC 06     | 3:49:09.1 | 55.8       | 8      |
| 3.       | Mikko Hirvonen     | Jarmo Lehtinen    | Ford Focus RS WRC 06     | 3:49:41.0 | 1:27.7     | 6      |
| 4.       | Daniel Sordo       | Marc Marti        | Citroën C4 WRC           | 3:49:57.0 | 1:43.7     | 5      |
| 5.       | Chris Atkinson     | Glenn McNeall     | Subaru Impreza WRC 07    | 3:50:37.4 | 2:24.1     | 4      |
| 6.       | Manfred Stohl      | Ilka Minor        | Citroën Xsara WRC        | 3:51:58.8 | 3:45.5     | 3      |
| 7.       | Jari-Matti Latvala | Miikka Anttila    | Ford Focus RS WRC 06     | 3:52:24.1 | 4:10.8     | 2      |
| 8.       | Matthew Wilson     | Michael Orr       | Ford Focus RS WRC 06     | 4:00:35.9 | 12:22.6    | 1      |
| PWRC     |                    |                   |                          |           |            |        |
| 1. (10.) | Mark Higgins       | Scott Martin      | Mitsubishi Lancer Evo IX | 4:08:44.5 | 0.0        | 10     |
| 2. (11.) | Toshi Arai         | Tony Sircombe     | Subaru Impreza WRX STI   | 4:10:05.4 | 1:20.9     | 8      |
| 3. (13.) | Kristian Sohlberg  | Risto Pietiläinen | Subaru Impreza WRX STI   | 4:11:15.2 | 2:30.7     | 6      |
| 4. (14.) | Mirco Baldacci     | Giovanni Agnese   | Subaru Impreza WRX STI   | 4:12:51.9 | 4:07.4     | 5      |
| 5. (15.) | Travis Pastrana    | Christian Edstrom | Subaru Impreza WRX STI   | 4:16:53.2 | 8:08.7     | 4      |
| 6. (16.) | Štěpán Vojtěch     | Michal Ernst      | Mitsubishi Lancer Evo IX | 4:25:43.3 | 16:58.8    | 3      |
| 7. (18.) | Fumio Nutahara     | Daniel Barritt    | Mitsubishi Lancer Evo IX | 4:26:02.5 | 17:18.0    | 2      |
| 8. (20.) | Spyros Pavlides    | Denis Giraudet    | Subaru Impreza WRX STI   | 4:34:23.7 | 25:39.2    | 1      |

- Ref[1]